# Paul Romer

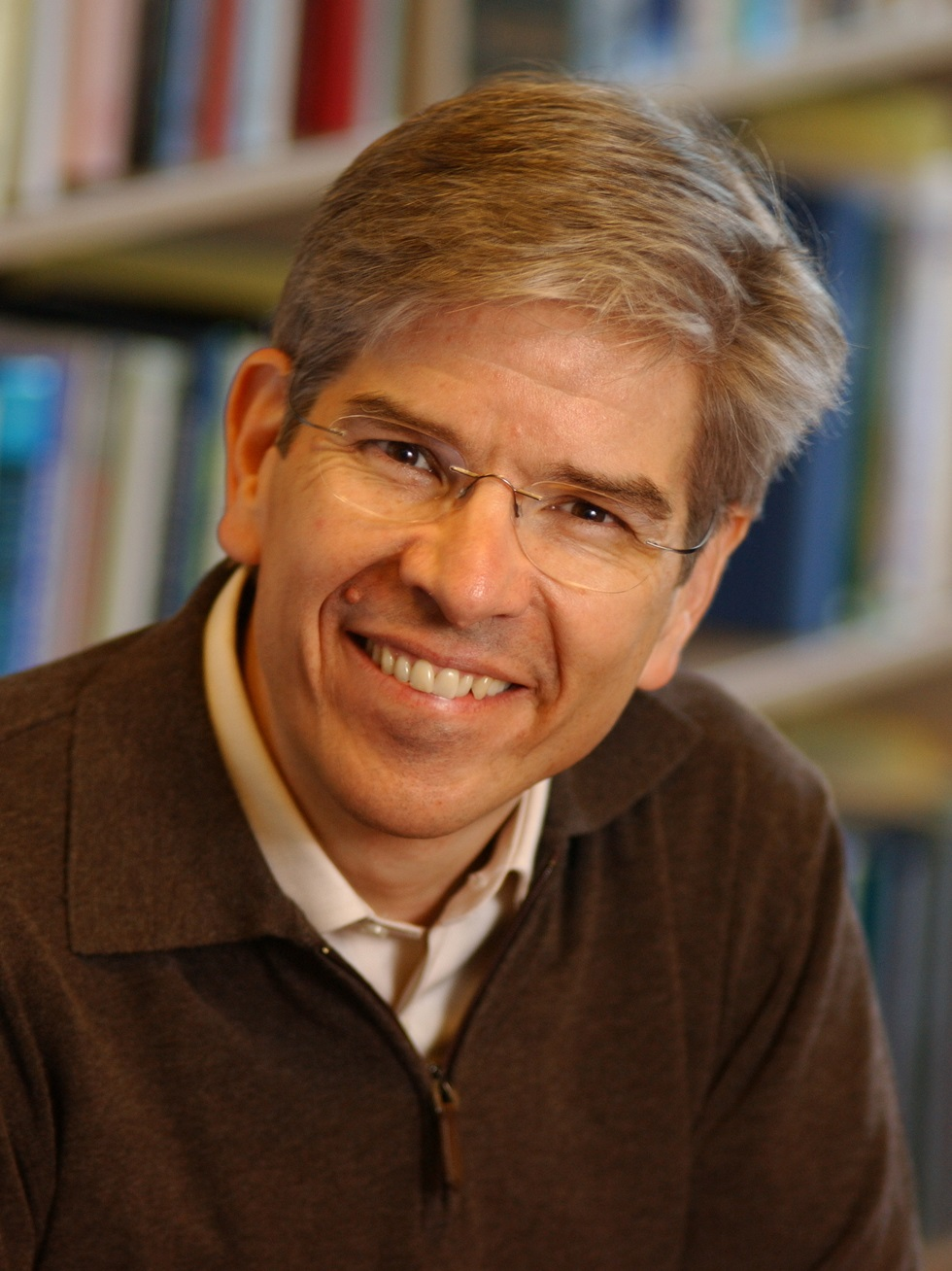
Paul Romer, 2005

Paul Michael Romer (* 7. November 1955 in Denver, Colorado) ist ein US-amerikanischer Wirtschaftswissenschaftler und Träger des Alfred-Nobel-Gedächtnispreises für Wirtschaftswissenschaften 2018.

## Leben und Werk
Der Sohn von Roy Romer, dem ehemaligen Gouverneur von Colorado, und dessen Frau Bea Romer studierte Physik und Mathematik und erhielt 1977 seinen Bachelor in Mathematik an der University of Chicago. Dann wechselte Paul Romer zur Volkswirtschaftslehre. Seine Dissertation begann er am Massachusetts Institute of Technology, setzte sie an der Queen’s University in Kanada fort und beendete sie 1983 in Chicago.
Von 1982 bis 1988 war er Assistenzprofessor an der University of Rochester, dann Professor an der University of Chicago. 1988 erhielt er von der Alfred P. Sloan Foundation ein Forschungsstipendium (Sloan Research Fellowship). 1990 wechselte er als Professor an die University of California, Berkeley und 1996 an die Graduate School of Business der Stanford University. Romer war daneben Senior Fellow der Hoover Institution.
2000 gründete er die Online-Lernplattform Aplia. Für den Aufbau des Startups nahm Romer 2001 eine akademische Auszeit. 2007 verkaufte er das Unternehmen an Cengage Learning.
Seit 2010 ist er Professor für Ökonomie an der Stern School of Business der New York University und war bis 2016 Direktor des dort angesiedelten Marron Institute of Urban Management.
Romer beschäftigte sich bereits in seiner Dissertation mit Wirtschaftswachstum und wurde später zum Mitbegründer der endogenen Wachstumstheorie, besonders durch sein Romer-Modell. Ein Doktorvater seiner Doktorarbeit war Robert Lucas, der bedeutende Beiträge u. a. zur exogenen neoklassischen Wachstumstheorie geleistet hatte (→ Solow-Modell). In exogenen Wachstumsmodellen ließ sich ein bedeutender Teil des Wachstums nicht erklären, es wurde als von außen vorgegebener technischer Fortschritt angenommen. Romer überwand diese Beschränkung, indem er innerhalb seines Modells den „technischen Fortschritt“ durch die Investition der Unternehmen erklärte und ihn als durch nicht-rivale Ideen befeuert ansah.
2015 löste er die Mathiness-Debatte über wissenschaftliche Standards in der Makroökonomie aus.
Im September 2016 wurde er Chefökonom der Weltbank. Im Januar 2018 äußerte er, Chile sei von der Weltbank über mehrere Jahre hinweg in einem Länder-Ranking für Unternehmerfreundlichkeit zu schlecht eingestuft worden, möglicherweise in der Absicht, die sozialistische Präsidentin Michelle Bachelet in ein schlechtes Licht zu rücken und den Wahlsieg ihres konservativen Nachfolgers Sebastián Piñera zu unterstützen. Nach dieser Kontroverse sowie Kritik an seinem Führungsstil trat er zurück.
2018 erhielt er zusammen mit William D. Nordhaus den Wirtschaftsnobelpreis. Romer wurde ausgezeichnet für die „Integration von Innovation in die langfristige makroökonomische Analyse“.

## Das Konzept der „Charter Cities“
Im Jahr 2009 erregte Romer Aufsehen mit seinem Vorschlag zur Gründung von sogenannten Charter Cities (häufig übersetzt als Sonderverwaltungszonen) in wachstums- und strukturschwachen Ländern als Mittel zur Armutsbekämpfung. Gemäß dem Konzept wird ein unbesiedeltes Stück Land ausgewählt und eine Charta verabschiedet. Ein entwickeltes Land sorgt dafür, dass die in der Charta verbrieften Regeln eingehalten werden. Damit soll in dieser Sonderzone eine attraktive urbane Infrastruktur entstehen, die Bewohner und Auslandsinvestitionen anzieht und für Wachstum sorgt, als Vorbild positiv auf das Umfeld wirkt und dort ebenfalls das Wachstum ankurbelt. Ein wesentlicher Anreiz soll dabei von der Rechtssicherheit ausgehen, die von der externen Regierung in den Charter Cities garantiert wird. Diese Rechtssicherheit werde Menschen und Investoren alleine in die künstlich geschaffenen Städte ziehen und damit den Impuls zu Wachstum liefern. Romer zieht als Erfolgsbeispiel häufig Hongkong unter britischer Kolonialherrschaft heran und fasst sein Konzept zusammen als: „Kanada entwickelt ein Hongkong in Kuba“.
Das Konzept wurde seit seiner Veröffentlichung in vielen Medien diskutiert. Es wurde als neoimperialistisch bzw. neokolonialistisch kritisiert. Romer hält dagegen, dass der Kolonialismus individuelle Freiheiten eingeschränkt habe, im Gegensatz dazu niemand zum Umzug in die neu eingerichtete Stadt gezwungen werde. Auch die Landvergabe erfolge freiwillig. Charter Cities als Maßnahme in humanitären Notstandsgebieten wie Haiti nach dem verheerenden Erdbeben in 2010 lehnt er ab. Als problematisch wurde auch gesehen, dass in einer Charter City keine demokratischen Wahlen vorgesehen sind. Dies bedeutet, dass die Politiker zwar die Lebensbedingungen in der Stadt vorgeben, dagegen nur in ihrem Heimatland gewählt werden. Damit bleibt den Bewohnern einer Charter City nur die Möglichkeit des Ein- und Auswanderns. Romer schließt jedoch Wahlen nicht kategorisch aus. Weiterhin wurde Romer vorgeworfen, die für eine künstliche Stadt notwendigen Investitionen seien immens und das Konzept deshalb unrealistisch. Romer geht jedoch von überschaubaren Kosten aus, da der Großteil der Aufbauarbeit durch die Zuwanderer im Zuge der Verbesserung ihrer Lebensbedingungen erfolgen würde und die öffentlichen Investitionen sich auf die Schaffung der Rahmenbedingungen beschränkten.
Honduras ist bislang der einzige Staat, in dem ein Projekt zur Einrichtung von Sonderwirtschaftszonen (Zona de empleo y desarrollo económico, ZEDE) verfolgt wird, das sich vorgeblich am Konzept der Charter Cities orientiert. Unter anderem Paul Romer sollte das Projekt beaufsichtigen. Kurz nach Projektstart zog sich Romer zurück, er habe weder die Befugnisse noch die Informationen erhalten, die er für seine Aufgabe brauche.

## Preise
- 1997 einer der „25 Most Influential Americans“ (Time)[23]
- 1999 Distinguished Teaching Award (Stanford University’s Graduate School of Business)
- 2002 Horst-Recktenwald-Preis
- 2018 Alfred-Nobel-Gedächtnispreis für Wirtschaftswissenschaften

## Mitgliedschaften
- 1996 Econometric Society
- 2000 American Academy of Arts and Sciences[24]
- National Bureau of Economic Research
- Canadian Institute for Advanced Research

## Schriften (Auswahl)
- Paul M. Romer: Endogenous Technological Change. In: Journal of Political Economy. Band 98, Nr. 5, Teil 2, Oktober 1990, S. S71–S102, JSTOR:2937632 (Working Paper: PDF)